# بندر نکا
بندر نکا در بیست کیلومتری شمال شهر نکا و در مجاورت نیروگاه سیکل ترکیبی شهید سلیمی و شرکت پایانه‌های نفتی شمال شهر نکا در کنار دریای خزر قرار گرفته‌ است.
بندر نکا به عنوان بزرگ‌ترین بندر نفتی شمال، نقش مهمی در تهیه سوخت پالایشگاه‌های کشور دارا است.